# Escut antic d'Espluga de Serra
Antic escut municipal d'Espluga de Serra, a l'Alta Ribagorça, però administrativament del Pallars Jussà d'ençà la seva annexió a Tremp. Perdé la seva vigència el 1970, amb l'agregació d'aquest antic terme a la ciutat capital del Pallars Jussà.

## Descripció heràldica
De gules, una flor de lis d'or.